# Universal Polar Stereographic

UPS täckning kring Nord- och Sydpolen.

Universal Polar Stereographic (UPS) är ett plant koordinatsystem som täcker områdena runt polerna. Nordpolen täcks ner till 84°N och sydpolen upp till 80°S. Det används i koordinatsystemet Military Grid Reference System (MGRS) tillsammans med Universal Transversal Mercator (UTM) som i MGRS inte täcker områdena närmast polerna, detta på grund av att zonerna i UTM blir opraktiskt smala närmast polerna.

## Egenskaper
Koordinatsystemet täcker två stereografiska projektioner och har en falsk nordning och falsk östning på 200 mil (2 000 000 meter), det vill säga origo i koordinatsystemen är inte 0 meter öst och norr, utan är förskjutet 200 mil västerut och söderut. Det resulterar i att man inte kan få negativa koordinater.
De båda stereografiska projektionerna använder WGS 84:s ellipsoid och har en skalreduktionsfaktor på 0,944 som medför att de får så små projektionsfel som möjligt.